# مانور سولومون
مانور سولومون (بالعبرية: מנור סולומון); مواليد 24 يوليو 1999) هو لاعب كرة قدم إسرائيلي يلعب حاليًّا مهاجمًا في خط الوسط وجناحًا لصالح نادي الدوري الإنجليزي الممتاز توتنهام هوتسبير ومنتخب إسرائيل.

## أهدافه الدولية
| # | التاريخ        | المكان                                          | الخصم        | الهدف | النتيجة | المسابقة                       |
| - | -------------- | ----------------------------------------------- | ------------ | ----- | ------- | ------------------------------ |
| 1 | 18 نوفمبر 2020 | ملعب نتانيا، نتانيا، إسرائيل                    | إسكتلندا     | 1–0   | 1–0     | دوري الأمم الأوروبية 2020–21 ب |
| 2 | 31 مارس 2021   | ملعب زيمبرو، كيشيناو، مولدوفا                   | مولدوفا      | 2–1   | 4–1     | تصفيات كأس العالم 2022         |
| 3 | 5 يونيو 2021   | ملعب مدينة بودغوريتسا، بودغوريتسا، الجبل الأسود | الجبل الأسود | 2–0   | 3–1     | ودية                           |
| 4 | 4 سبتمبر 2021  | ملعب سامي عوفر، حيفا، إسرائيل                   | النمسا       | 1–0   | 5–2     | تصفيات كأس العالم 2022         |
| 5 | 10 يونيو 2022  | أرينا كومبتاري، تيرانا، ألبانيا                 | ألبانيا      | 1–1   | 2–1     | دوري الأمم الأوروبية 2022–23   |
| 6 | 10 يونيو 2022  | أرينا كومبتاري، تيرانا، ألبانيا                 | ألبانيا      | 2–1   | 2–1     | دوري الأمم الأوروبية 2022–23   |
| 7 | 19 يونيو 2023  | ملعب تيدي، القدس                                | أندورا       | 2–1   | 2–1     | تصفيات بطولة أوروبا 2024       |

## روابط خارجية
- مانور سولومون على موقع الاتحاد الأوربي (الإنجليزية)
- مانور سولومون على موقع اتحاد أوكرانيا (الإنجليزية)
- مانور سولومون على موقع إي إس بي إن إف سي (الإنجليزية)
- مانور سولومون على موقع قاعدة بيانات كرة القدم.إي يو (الإنجليزية)
- مانور سولومون على موقع ناشيونال فوتبول تيمز (الإنجليزية)
- مانور سولومون على موقع Soccerbase.com (لاعب) (الإنجليزية)
- مانور سولومون على موقع Soccerway.com (الإنجليزية)
- مانور سولومون على موقع عالم كرة القدم.نت (الإنجليزية)
- مانور سولومون على موقع AS.com (الإسبانية)